# Ponte di Ganda
Il ponte di Ganda è un ponte della provincia di Sondrio, costruito nel 1776 sul fiume Adda dove unisce le sponde dei comuni di Morbegno e Civo. Prende il suo nome dalla zona in cui è costruito, la frazione Ganda, parola che in dialetto che è sinonimo di pietraia, zona rocciosa.

## Storia
Per molti secoli il ponte fu l'unico attraversamento stabile e sicuro nella parte bassa dell'Adda valtellinese di fondamentale importanza per le necessità della vita comune e i commerci. I veneziani, ad esempio, utilizzarono il passo San Marco, Morbegno e, di conseguenza, il ponte, quale via preferenziale per i commerci e i trasporti verso e dal Nord Europa.
Una prima versione del ponte venne costruita tra il 1489 e il 1499, poco più a valle rispetto al punto in cui si trova l'attuale struttura. Progettata dall'architetto Giovanni Antonio Amadeo, venne distrutta nel 1566 da una piena dell'Adda. 
Dopo esser stato ricostruito, il ponte fu parzialmente demolito dagli abitanti di Morbegno, nell'ambito delle dispute che sfociarono nel Sacro macello.
Nel 1772, il ponte venne abbattuto da una nuova piena dell'Adda. Immediatamente si pensò alla ricostruzione di un collegamento tra le due sponde del fiume, collegamento di vitale importanza per gli scambi commerciali. Ad Antonio Nolfi, vincitore dell'appalto per la costruzione del nuovo ponte, nella primavera del 1776 subentrò l'ingegnere milanese Francesco Bernardino Ferrari, che il 21 novembre 1776 firmò il disegno e il piano per il nuovo ponte. I lavori si conclusero il 2 ottobre 1778.
Nel 1818,  il ponte necessitò di un importante intervento di consolidamento.

## Struttura
Il ponte è stato realizzato con grossi blocchi di granito, con la particolare struttura a dorso di mulo, con tre arcate, l'arcata centrale più alta e le due arcate ai lati di altezza inferiore.
Dal rapporto dell'ingegnere relativo ai mali cui soggiace il territorio dell'Adda e della Valtellina ed alle cause che li producono l'ingegnere Ferrari nel 1808, riguardo alla forma del ponte spiega:
(ingegner Francesco Bernardino Ferrari)

## Il ponte oggi
Nell'estate del 2014 il ponte è stato chiuso al passaggio delle auto, ora può essere percorso solo da biciclette e pedoni. Provvedimento preso in seguito alla perizia dell'ingegner Dario Foppoli, su incarico della Regione Lombardia e dalla Comunità montana della Valtellina di Morbegno dalla richiesta del comune di Morbegno.

## Galleria d'immagini

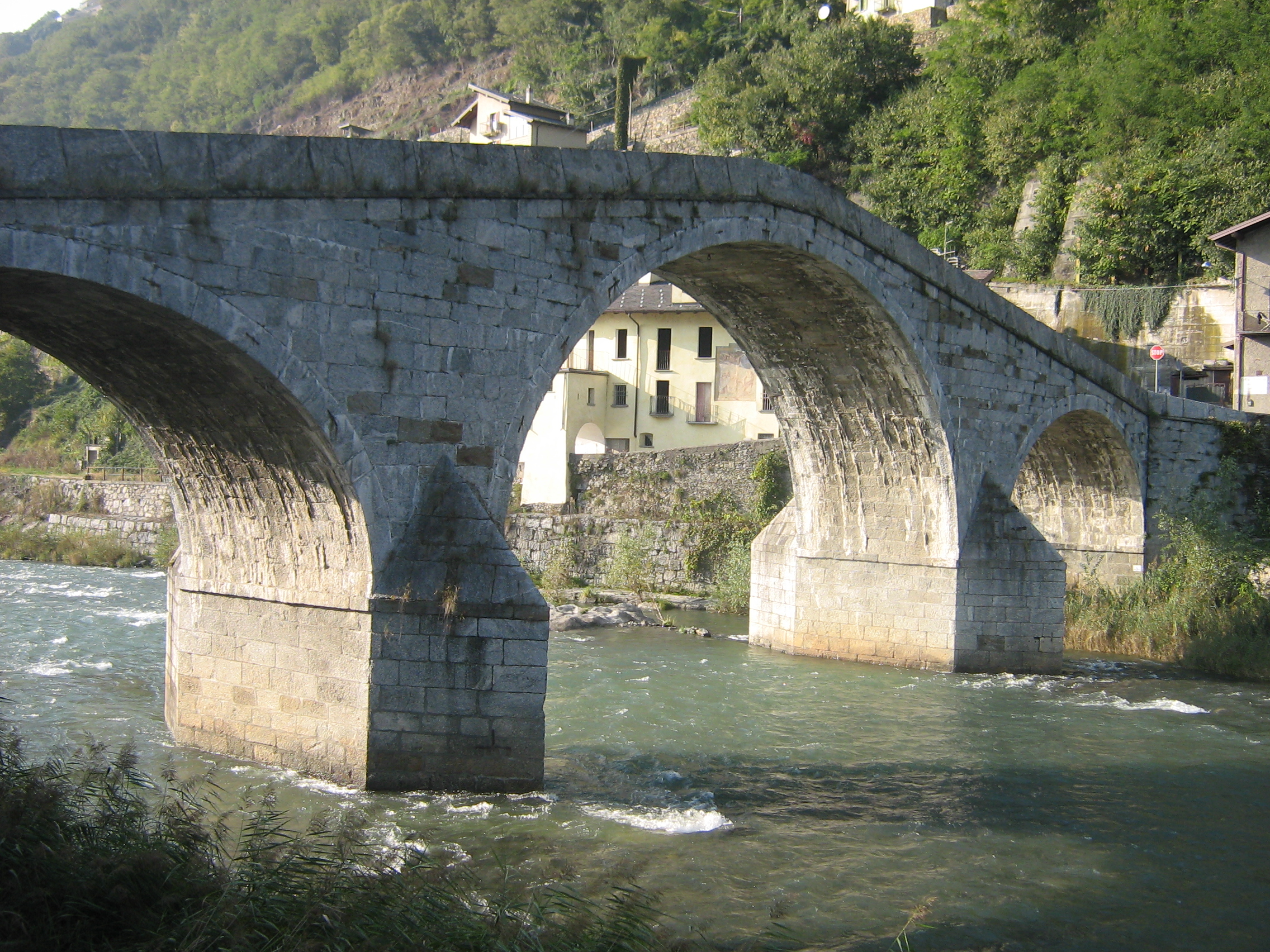
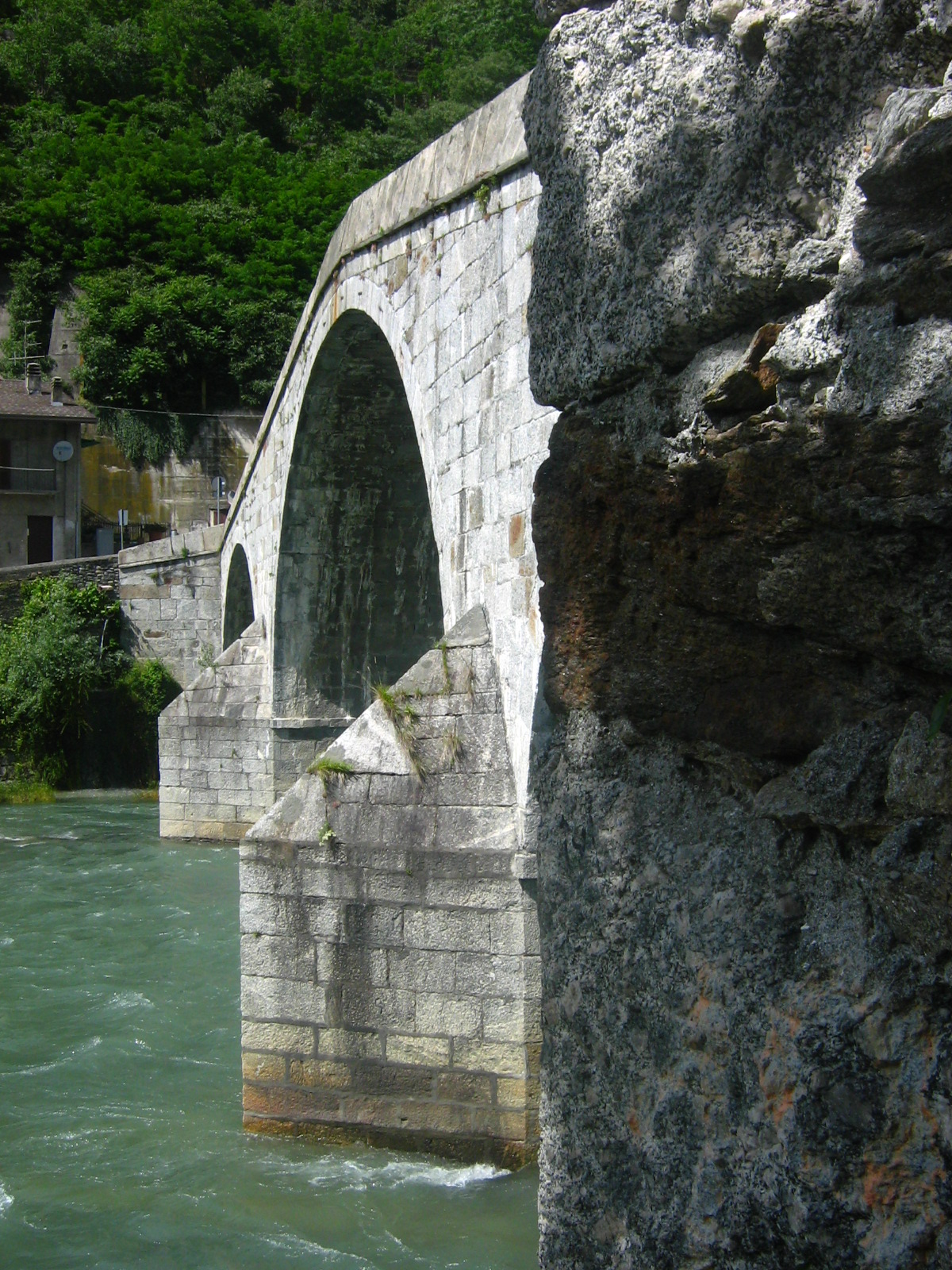
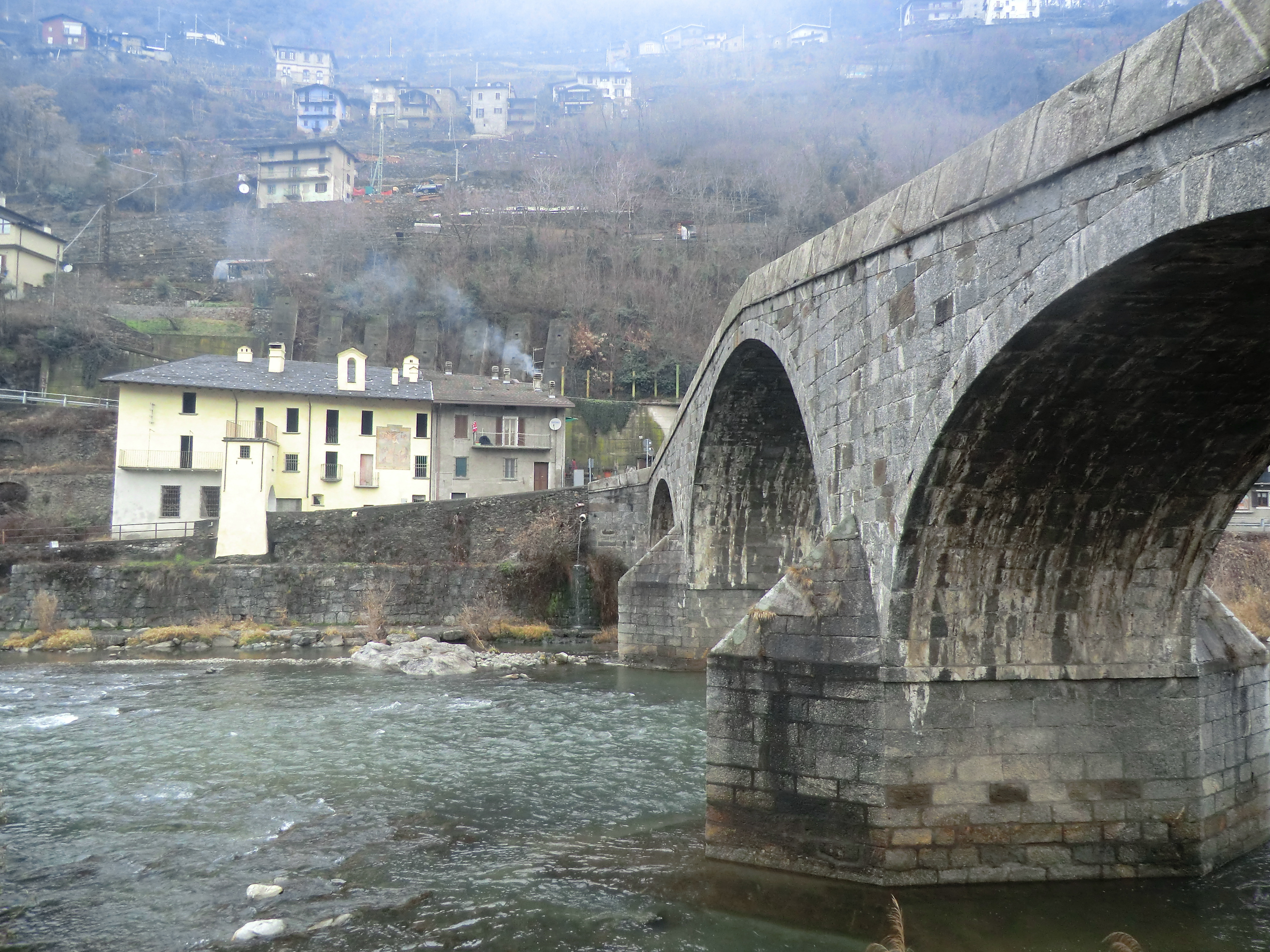